# 天津市政府爆炸事件
天津市政府爆炸事件，是2011年6月10日上午9时39分，天津市河西区宾馆西路天津市人民政府门前发生的一起爆炸案件，根据天津市的新闻通稿显示该事件造成两人受轻伤，犯罪嫌疑人被当场抓获，至今不详。关于此事后续进展，有关部门未予公布。

## 事发经过
经天津市公安机关初步查明，嫌犯刘某系本市居民，因家庭和赌博问题产生报复社会念头。